# Mount Stalker
Mount Stalker är ett berg i Antarktis. Det ligger i Östantarktis. Australien gör anspråk på området. Toppen på Mount Stalker är 1 474 meter över havet.
Terrängen runt Mount Stalker är huvudsakligen lite kuperad. Trakten är obefolkad. Det finns inga samhällen i närheten. 